# Imbrasia cytherea
Imbrasia cytherea là một loài côn trùng trong họ Saturnidae. Loài này được Fabricius miêu tả khoa học đầu tiên năm 1775.
Đây là loài gây hại của các cây trong chi Watsonia, phát triển phổ biến ở Nam Phi.